# Ernst Meissel
Daniel Friedrich Ernst Meissel (Eberswalde, Brandemburgo, 31 de julho de 1826 — Kiel, 11 de março de 1895) foi um matemático e astrônomo alemão.
Meissel frequentou o Friedrich-Wilhelm-Gymnasium em Berlim e após o Abitur em 1847 estudou matemática na Universidade de Berlim com Carl Gustav Jakob Jacobi e Johann Peter Gustav Lejeune Dirichlet. Em 1850 obteve um doutorado na Universidade de Halle-Wittenberg, estudando depois em Berlim para o exame estatal como professor secundário (Lehrer). Em 1852 tornou-se Lehrer na Bergakademie Berlin e também lecionou na Berliner Bauakademie. No mesmo ano foi diretor da Königliche Provinzialgewerbeschule em Iserlohn. Em 1871 foi diretor da Knabenbürgerschule em Kiel, onde ficou o resto de sua carreira.
Meissel envolveu-se com teoria dos números, análise (equações diferenciais, desenvolvimento assintótico, função teta, funções elípticas, funções de Bessel), trigonometria esférica e aplicações da hidrodinâmica, o problema dos três corpos na mecânica celeste e a difração da luz na atmosfera. Atualmente é ainda conhecido por seu cálculo de {\displaystyle \pi (x)}, a quantidade de números primos menor ou igual a x. Meissel, um especialista em cálculo (tanto numérico como na manipulação de fórmulas complicadas), determinou {\displaystyle \pi (x)} para {\displaystyle x=10^{7},10^{8},10^{9}}. Seu algoritmo foi mais tarde aprimorado por Derrick Henry Lehmer, que constatou e a exatidão dos cálculos de Meissel (que trabalhou sem auxílio de calculadoras). Para {\displaystyle x=10^{9}} o valor dado por Meissel, 50.847.478, é apenas 56 abaixo do correto). O algoritmo de Meissel e Lehmer ainda é usado em computadores.